# Interlands Roemeens voetbalelftal 2010-2019
Deze pagina toont een gedetailleerd overzicht van de interlands die het Roemeens voetbalelftal heeft gespeeld in de periode 2010 – 2019.

## Interlands

### 2010
|                                                              |          |                                             |        |                                                                                           |
| 3 maart Vriendschappelijk № 638 «onderlinge duels» 19:45 uur | Roemenië | 0 – 2                                       | Israël | Dan Păltinișanustadion, Timișoara Toeschouwers: 8.000 Scheidsrechter: Milorad Mažić (SRB) |
| 3 maart Vriendschappelijk № 638 «onderlinge duels» 19:45 uur |          | 45' Yossi Benayoun 84' (pen.) Elyaniv Barda |        | Dan Păltinișanustadion, Timișoara Toeschouwers: 8.000 Scheidsrechter: Milorad Mažić (SRB) |

|                                                             |                                                                        |       |                                      |                                                                            |
| 29 mei Vriendschappelijk № 639 «onderlinge duels» 20:30 uur | Oekraïne                                                               | 3 – 2 | Roemenië                             | Arena Lviv, Lviv Toeschouwers: 22.000 Scheidsrechter: Pavel Královec (CZE) |
| 29 mei Vriendschappelijk № 639 «onderlinge duels» 20:30 uur | Oleksandr Aliejev 15' Jevhen Konopljanka 75' Cristian Chivu 78' (e.d.) |       | 54' Gabriel Tamaș 63' Daniel Niculae | Arena Lviv, Lviv Toeschouwers: 22.000 Scheidsrechter: Pavel Královec (CZE) |

|                                                             |          |                 |           |                                                                                     |
| 2 juni Vriendschappelijk № 640 «onderlinge duels» 19:00 uur | Roemenië | 0 – 1           | Macedonië | Stadion Lind, Villach Toeschouwers: 1.000 Scheidsrechter: Manfred Krassnitzer (AUT) |
| 2 juni Vriendschappelijk № 640 «onderlinge duels» 19:00 uur |          | 28' Vanče Šikov |           | Stadion Lind, Villach Toeschouwers: 1.000 Scheidsrechter: Manfred Krassnitzer (AUT) |

|                                                             |                                                               |       |          | |
| 5 juni Vriendschappelijk № 641 «onderlinge duels» 19:30 uur | Roemenië                                                      | 3 – 0 | Honduras | Jaques-Lemans-Arena, Sankt Veit an der Glan Toeschouwers: 700 Scheidsrechter: Gerhard Grobelnik (AUT) |
| 5 juni Vriendschappelijk № 641 «onderlinge duels» 19:30 uur | Marius Niculae 20' George Florescu 45' Mirel Rădoi 76' (pen.) |       |          | Jaques-Lemans-Arena, Sankt Veit an der Glan Toeschouwers: 700 Scheidsrechter: Gerhard Grobelnik (AUT) |

|                                                                  |                                          |       |          |                                                                                            |
| 11 augustus Vriendschappelijk № 642 «onderlinge duels» 20:15 uur | Turkije                                  | 2 – 0 | Roemenië | Şükrü Saracoğlustadion, Istanboel Toeschouwers: 15.000 Scheidsrechter: Milorad Mažić (SRB) |
| 11 augustus Vriendschappelijk № 642 «onderlinge duels» 20:15 uur | Emre Belözoğlu 82' (pen.) Arda Turan 86' |       |          | Şükrü Saracoğlustadion, Istanboel Toeschouwers: 15.000 Scheidsrechter: Milorad Mažić (SRB) |

|                                                                        |                   |       |                   |                                                                                               |
| 3 september EK-kwalificatie Groep D № 643 «onderlinge duels» 20:00 uur | Roemenië          | 1 – 1 | Albanië           | Ceahlăulstadion, Piatra Neamț Toeschouwers: 13.400 Scheidsrechter: Robert Schörgenhofer (AUT) |
| 3 september EK-kwalificatie Groep D № 643 «onderlinge duels» 20:00 uur | Bogdan Stancu 80' |       | 87' Gjergj Muzaka | Ceahlăulstadion, Piatra Neamț Toeschouwers: 13.400 Scheidsrechter: Robert Schörgenhofer (AUT) |

|                                                                        |             |       |          |                                                                                |
| 7 september EK-kwalificatie Groep D № 644 «onderlinge duels» 19:30 uur | Wit-Rusland | 0 – 0 | Roemenië | Dinamostadion, Minsk Toeschouwers: 25.000 Scheidsrechter: Pavel Královec (CZE) |
| 7 september EK-kwalificatie Groep D № 644 «onderlinge duels» 19:30 uur |             |       |          | Dinamostadion, Minsk Toeschouwers: 25.000 Scheidsrechter: Pavel Královec (CZE) |

|                                                                      |                                  |       |          |                                                                                       |
| 8 oktober EK-kwalificatie Groep D № 645 «onderlinge duels» 21:00 uur | Frankrijk                        | 2 – 0 | Roemenië | Stade de France, Saint-Denis Toeschouwers: 79.299 Scheidsrechter: Pedro Proença (POR) |
| 8 oktober EK-kwalificatie Groep D № 645 «onderlinge duels» 21:00 uur | Loïc Rémy 83' Yoann Gourcuff 90' |       |          | Stade de France, Saint-Denis Toeschouwers: 79.299 Scheidsrechter: Pedro Proença (POR) |

|                                                                  |                           |       |                    |                                                                                           |
| 17 november Vriendschappelijk № 646 «onderlinge duels» 20:30 uur | Italië                    | 1 – 1 | Roemenië           | Wörtherseestadion, Klagenfurt Toeschouwers: 14.000 Scheidsrechter: Thomas Einwaller (AUT) |
| 17 november Vriendschappelijk № 646 «onderlinge duels» 20:30 uur | Ciprian Marica 82' (e.d.) |       | 34' Ciprian Marica | Wörtherseestadion, Klagenfurt Toeschouwers: 14.000 Scheidsrechter: Thomas Einwaller (AUT) |

### 2011
|                                                                 |                             |       |                                           |                                                                                        |
| 8 februari Vriendschappelijk № 647 «onderlinge duels» 19:30 uur | Roemenië                    | 2 – 2 | Oekraïne                                  | Paralimnistadion, Paralimni Toeschouwers: 3.000 Scheidsrechter: Stelios Trifonos (CYP) |
| 8 februari Vriendschappelijk № 647 «onderlinge duels» 19:30 uur | Dan Alexa 33' Dan Alexa 44' |       | 23' Jaroslav Rakitskiy 31' Artem Milevsky | Paralimnistadion, Paralimni Toeschouwers: 3.000 Scheidsrechter: Stelios Trifonos (CYP) |

|                                                                 |                          |       |                   |                                                                                       |
| 9 februari Vriendschappelijk № 648 «onderlinge duels» 19:30 uur | Cyprus                   | 1 – 1 | Roemenië          | Paralimnistadion, Paralimni Toeschouwers: 2.000 Scheidsrechter: Viktor Sjvetsov (UKR) |
| 9 februari Vriendschappelijk № 648 «onderlinge duels» 19:30 uur | Mihalis Konstantinou 85' |       | 54' Gabriel Torje | Paralimnistadion, Paralimni Toeschouwers: 2.000 Scheidsrechter: Viktor Sjvetsov (UKR) |

|                                                                     |                                   |       |                    |                                                                                   |
| 26 maart EK-kwalificatie Groep D № 649 «onderlinge duels» 18:15 uur | Bosnië en Herz.                   | 2 – 1 | Roemenië           | Bilino Polje, Zenica Toeschouwers: 13.000 Scheidsrechter: Fernando Teixeira (ESP) |
| 26 maart EK-kwalificatie Groep D № 649 «onderlinge duels» 18:15 uur | Vedad Ibišević 63' Edin Džeko 83' |       | 29' Ciprian Marica | Bilino Polje, Zenica Toeschouwers: 13.000 Scheidsrechter: Fernando Teixeira (ESP) |

|                                                                     |                                                |       |                 |                                                                                        |
| 29 maart EK-kwalificatie Groep D № 650 «onderlinge duels» 18:45 uur | Roemenië                                       | 3 – 1 | Luxemburg       | Ceahlăulstadion, Piatra Neamț Toeschouwers: 13.500 Scheidsrechter: Hüseyin Göçek (TUR) |
| 29 maart EK-kwalificatie Groep D № 650 «onderlinge duels» 18:45 uur | Adrian Mutu 24' Adrian Mutu 68' Ianis Zicu 78' |       | 22' Lars Gerson | Ceahlăulstadion, Piatra Neamț Toeschouwers: 13.500 Scheidsrechter: Hüseyin Göçek (TUR) |

|                                                                   |                                                       |       |                |                                                                                     |
| 3 juni EK-kwalificatie Groep D № 651 «onderlinge duels» 19:00 uur | Roemenië                                              | 3 – 0 | Bosnië en Her. | Giuleștistadion, Boekarest Toeschouwers: 8.000 Scheidsrechter: Jonas Eriksson (SWE) |
| 3 juni EK-kwalificatie Groep D № 651 «onderlinge duels» 19:00 uur | Adrian Mutu 36' Ciprian Marica 40' Ciprian Marica 54' |       |                | Giuleștistadion, Boekarest Toeschouwers: 8.000 Scheidsrechter: Jonas Eriksson (SWE) |

|                                                             |          |       |          |                                                                                           |
| 7 juni Vriendschappelijk № 652 «onderlinge duels» 19:50 uur | Brazilië | 1 – 0 | Roemenië | Estádio do Pacaembu, São Paulo Toeschouwers: 30.059 Scheidsrechter: Sergio Pezzotta (ARG) |
| 7 juni Vriendschappelijk № 652 «onderlinge duels» 19:50 uur | Fred 23' |       |          | Estádio do Pacaembu, São Paulo Toeschouwers: 30.059 Scheidsrechter: Sergio Pezzotta (ARG) |

|                                                              |                                       |       |          |                                                                                                  |
| 12 juni Vriendschappelijk № 653 «onderlinge duels» 19:50 uur | Paraguay                              | 2 – 0 | Roemenië | Estadio Defensores del Chaco, Asunción Toeschouwers: 8.000 Scheidsrechter: Jorge Larrionda (URU) |
| 12 juni Vriendschappelijk № 653 «onderlinge duels» 19:50 uur | Nelson Valdez 2' Roque Santa Cruz 29' |       |          | Estadio Defensores del Chaco, Asunción Toeschouwers: 8.000 Scheidsrechter: Jorge Larrionda (URU) |

|                                                                  |            |                  |          |                                                                                       |
| 10 augustus Vriendschappelijk № 654 «onderlinge duels» 20:30 uur | San Marino | 0 – 1            | Roemenië | Stadio Olimpico, Serravalle Toeschouwers: 3.000 Scheidsrechter: Gianluca Rocchi (ITA) |
| 10 augustus Vriendschappelijk № 654 «onderlinge duels» 20:30 uur |            | 72' Ovidiu Herea |          | Stadio Olimpico, Serravalle Toeschouwers: 3.000 Scheidsrechter: Gianluca Rocchi (ITA) |

|                                                                        |           |                                     |          |                                                                                         |
| 2 september EK-kwalificatie Groep D № 655 «onderlinge duels» 18:30 uur | Luxemburg | 0 – 2                               | Roemenië | Stade Josy Barthel, Luxemburg Toeschouwers: 2.812 Scheidsrechter: Sergej Karasjov (RUS) |
| 2 september EK-kwalificatie Groep D № 655 «onderlinge duels» 18:30 uur |           | 34' Gabriel Torje 45' Gabriel Torje |          | Stade Josy Barthel, Luxemburg Toeschouwers: 2.812 Scheidsrechter: Sergej Karasjov (RUS) |

|                                                                        |          |       |           |                                                                                   |
| 6 september EK-kwalificatie Groep D № 656 «onderlinge duels» 19:30 uur | Roemenië | 0 – 0 | Frankrijk | Arena Națională, Boekarest Toeschouwers: 49.182 Scheidsrechter: Howard Webb (ENG) |
| 6 september EK-kwalificatie Groep D № 656 «onderlinge duels» 19:30 uur |          |       |           | Arena Națională, Boekarest Toeschouwers: 49.182 Scheidsrechter: Howard Webb (ENG) |

|                                                                      |                                        |       |                                            |                                                                                  |
| 7 oktober EK-kwalificatie Groep D № 657 «onderlinge duels» 20:30 uur | Roemenië                               | 2 – 2 | Wit-Rusland                                | Arena Națională, Boekarest Toeschouwers: 29.846 Scheidsrechter: Alan Kelly (IRL) |
| 7 oktober EK-kwalificatie Groep D № 657 «onderlinge duels» 20:30 uur | Adrian Mutu 19' Adrian Mutu 51' (pen.) |       | 45' Sergey Kornilenko 82' Stanislav Dragun | Arena Națională, Boekarest Toeschouwers: 29.846 Scheidsrechter: Alan Kelly (IRL) |

|                                                                       |                  |       |                   |                                                                                        |
| 11 oktober EK-kwalificatie Groep D № 658 «onderlinge duels» 20:30 uur | Albanië          | 1 – 1 | Roemenië          | Qemal Stafastadion, Tirana Toeschouwers: 3.000 Scheidsrechter: Gediminas Mažeika (LTU) |
| 11 oktober EK-kwalificatie Groep D № 658 «onderlinge duels» 20:30 uur | Hamdi Salihi 24' |       | 77' Srdjan Luchin | Qemal Stafastadion, Tirana Toeschouwers: 3.000 Scheidsrechter: Gediminas Mažeika (LTU) |

|                                                                  |                                               |       |                    |                                                                                      |
| 11 november Vriendschappelijk № 659 «onderlinge duels» 20:45 uur | België                                        | 2 – 1 | Roemenië           | Stade Maurice Dufrasne, Luik Toeschouwers: 15.000 Scheidsrechter: Saïd Ennjimi (FRA) |
| 11 november Vriendschappelijk № 659 «onderlinge duels» 20:45 uur | Daniel Van Buyten 11' Răzvan Cociș 43' (e.d.) |       | 67' Daniel Niculae | Stade Maurice Dufrasne, Luik Toeschouwers: 15.000 Scheidsrechter: Saïd Ennjimi (FRA) |

|                                                                  |                        |       |                                                             |                                                                              |
| 15 november Vriendschappelijk № 660 «onderlinge duels» 20:45 uur | Griekenland            | 1 – 3 | Roemenië                                                    | Cashpoint Arena, Altach Toeschouwers: 800 Scheidsrechter: Thomas Gangl (AUT) |
| 15 november Vriendschappelijk № 660 «onderlinge duels» 20:45 uur | Giorgos Karagounis 34' |       | 17' Gabriel Torje 61' Cristian Tănase 81' Alexandru Chipciu | Cashpoint Arena, Altach Toeschouwers: 800 Scheidsrechter: Thomas Gangl (AUT) |

### 2012
|                                                                 |                                                                                     |       |              |                                                                                       |
| 27 januari Vriendschappelijk № 661 «onderlinge duels» 18:00 uur | Roemenië                                                                            | 4 – 0 | Turkmenistan | Arcadia Futbol Kompleksi, Belek Toeschouwers: 250 Scheidsrechter: Suren Baliyan (ARM) |
| 27 januari Vriendschappelijk № 661 «onderlinge duels» 18:00 uur | Marius Niculae 3' Cristian Tănase 47' Cristian Tănase 51' Marius Niculae 90' (pen.) |       |              | Arcadia Futbol Kompleksi, Belek Toeschouwers: 250 Scheidsrechter: Suren Baliyan (ARM) |

|                                                                  |                   |       |                   |                                                                                     |
| 29 februari Vriendschappelijk № 662 «onderlinge duels» 18:30 uur | Roemenië          | 1 – 1 | Uruguay           | Arena Națională, Boekarest Toeschouwers: 20.000 Scheidsrechter: Viktor Kassai (HUN) |
| 29 februari Vriendschappelijk № 662 «onderlinge duels» 18:30 uur | Bogdan Stancu 50' |       | 2' Edinson Cavani | Arena Națională, Boekarest Toeschouwers: 20.000 Scheidsrechter: Viktor Kassai (HUN) |

|                                                             |             |                     |          |                                                                             |
| 30 mei Vriendschappelijk № 663 «onderlinge duels» 20:15 uur | Zwitserland | 0 – 1               | Roemenië | Swissporarena, Luzern Toeschouwers: 11.850 Scheidsrechter: Svein Moen (NOR) |
| 30 mei Vriendschappelijk № 663 «onderlinge duels» 20:15 uur |             | 56' Gheorghe Grozav |          | Swissporarena, Luzern Toeschouwers: 11.850 Scheidsrechter: Svein Moen (NOR) |

|                                                             |            |       |          |                                                                                 |
| 5 juni Vriendschappelijk № 664 «onderlinge duels» 20:30 uur | Oostenrijk | 0 – 0 | Roemenië | Tivoli Neu, Innsbruck Toeschouwers: 12.500 Scheidsrechter: Danny Makkelie (NED) |
| 5 juni Vriendschappelijk № 664 «onderlinge duels» 20:30 uur |            |       |          | Tivoli Neu, Innsbruck Toeschouwers: 12.500 Scheidsrechter: Danny Makkelie (NED) |

|                                                                  |                                                                           |       |                                                            |                                                                                    |
| 15 augustus Vriendschappelijk № 665 «onderlinge duels» 20:45 uur | Slovenië                                                                  | 4 – 3 | Roemenië                                                   | Stožicestadion, Ljubljana Toeschouwers: 5.000 Scheidsrechter: Emir Alečković (BIH) |
| 15 augustus Vriendschappelijk № 665 «onderlinge duels» 20:45 uur | Boštjan Cesar 4' Zlatko Dedič 51' (pen.) Zlatko Dedič 60' Andraž Kirm 70' |       | 56' Paul Papp 68' (pen.) Gabriel Torje 80' Gheorghe Grozav | Stožicestadion, Ljubljana Toeschouwers: 5.000 Scheidsrechter: Emir Alečković (BIH) |

|                                                                        |         |                                      |          |                                                                                  |
| 7 september WK-kwalificatie Groep D № 666 «onderlinge duels» 20:00 uur | Estland | 0 – 2                                | Roemenië | A. Le Coq Arena, Tallinn Toeschouwers: 7.936 Scheidsrechter: Milorad Mažić (SER) |
| 7 september WK-kwalificatie Groep D № 666 «onderlinge duels» 20:00 uur |         | 55' Gabriel Torje 75' Ciprian Marica |          | A. Le Coq Arena, Tallinn Toeschouwers: 7.936 Scheidsrechter: Milorad Mažić (SER) |

|                                                                         |                                                                               |       |         |                                                                                         |
| 11 september WK-kwalificatie Groep D № 667 «onderlinge duels» 19:30 uur | Roemenië                                                                      | 4 – 0 | Andorra | Arena Națională, Boekarest Toeschouwers: 24.630 Scheidsrechter: Pavle Radovanović (MNE) |
| 11 september WK-kwalificatie Groep D № 667 «onderlinge duels» 19:30 uur | Gabriel Torje 29' Costin Lazăr 44' Valerică Găman 90+1' Alexandru Maxim 90+3' |       |         | Arena Națională, Boekarest Toeschouwers: 24.630 Scheidsrechter: Pavle Radovanović (MNE) |

|                                                                       |         |                       |          |                                                                                          |
| 12 oktober WK-kwalificatie Groep D № 668 «onderlinge duels» 19:30 uur | Turkije | 0 – 1                 | Roemenië | Şükrü Saracoğlustadion, Istanboel Toeschouwers: 42.000 Scheidsrechter: Howard Webb (ENG) |
| 12 oktober WK-kwalificatie Groep D № 668 «onderlinge duels» 19:30 uur |         | 45+1' Gheorghe Grozav |          | Şükrü Saracoğlustadion, Istanboel Toeschouwers: 42.000 Scheidsrechter: Howard Webb (ENG) |

|                                                                       |                    |       |                                                                                         |                                                                                     |
| 16 oktober WK-kwalificatie Groep D № 669 «onderlinge duels» 20:30 uur | Roemenië           | 1 – 4 | Nederland                                                                               | Arena Națională, Boekarest Toeschouwers: 53.329 Scheidsrechter: Craig Thomson (SCO) |
| 16 oktober WK-kwalificatie Groep D № 669 «onderlinge duels» 20:30 uur | Ciprian Marica 40' |       | 9' Jeremain Lens 29' Bruno Martins Indi 45+2' Rafael van der Vaart 86' Robin van Persie | Arena Națională, Boekarest Toeschouwers: 53.329 Scheidsrechter: Craig Thomson (SCO) |

|                                                                  |                                              |       |                       |                                                                                     |
| 14 november Vriendschappelijk № 670 «onderlinge duels» 20:00 uur | Roemenië                                     | 2 – 1 | België                | Arena Națională, Boekarest Toeschouwers: 4.000 Scheidsrechter: Mauro Bergonzi (ITA) |
| 14 november Vriendschappelijk № 670 «onderlinge duels» 20:00 uur | Alexandru Maxim 32' Gabriel Torje 66' (pen.) |       | 23' Christian Benteke | Arena Națională, Boekarest Toeschouwers: 4.000 Scheidsrechter: Mauro Bergonzi (ITA) |

### 2013
|                                                                 |                                                  |       |                                                         |                                                                                         |
| 6 februari Vriendschappelijk № 671 «onderlinge duels» 20:45 uur | Australië                                        | 2 – 3 | Roemenië                                                | Estadio Ciudad de Málaga, Malaga Toeschouwers: 200 Scheidsrechter: Carlos Velasco (ESP) |
| 6 februari Vriendschappelijk № 671 «onderlinge duels» 20:45 uur | Luke Wilkshire 45' (pen.) Robert Cornthwaite 54' |       | 35' Cristian Tănase 80' Bogdan Stancu 84' Gabriel Torje | Estadio Ciudad de Málaga, Malaga Toeschouwers: 200 Scheidsrechter: Carlos Velasco (ESP) |

|                                                                     |                                                |       |                                                |                                                                                          |
| 22 maart WK-kwalificatie Groep D № 672 «onderlinge duels» 20:30 uur | Hongarije                                      | 2 – 2 | Roemenië                                       | Ferenc Puskásstadion, Boedapest Toeschouwers: 1.500 Scheidsrechter: Wolfgang Stark (GER) |
| 22 maart WK-kwalificatie Groep D № 672 «onderlinge duels» 20:30 uur | Vilmos Vanczák 16' Balázs Dzsudzsák 71' (pen.) |       | 68' (pen.) Adrian Mutu 90+2' Alexandru Chipciu | Ferenc Puskásstadion, Boedapest Toeschouwers: 1.500 Scheidsrechter: Wolfgang Stark (GER) |

|                                                                     |                                                                                               |       |          |                                                                                        |
| 25 maart WK-kwalificatie Groep D № 673 «onderlinge duels» 20:30 uur | Nederland                                                                                     | 4 – 0 | Roemenië | Amsterdam ArenA, Amsterdam Toeschouwers: 48.000 Scheidsrechter: Mark Clattenburg (ENG) |
| 25 maart WK-kwalificatie Groep D № 673 «onderlinge duels» 20:30 uur | Rafael van der Vaart 12' Robin van Persie 56' Robin van Persie 65' (pen.) Jeremain Lens 90+1' |       |          | Amsterdam ArenA, Amsterdam Toeschouwers: 48.000 Scheidsrechter: Mark Clattenburg (ENG) |

|                                                             |                                                                                  |       |                |                                                                                     |
| 4 juni Vriendschappelijk № 674 «onderlinge duels» 19:45 uur | Roemenië                                                                         | 4 – 0 | Trinidad en T. | Arena Națională, Boekarest Toeschouwers: 10.128 Scheidsrechter: Milorad Mažić (SRB) |
| 4 juni Vriendschappelijk № 674 «onderlinge duels» 19:45 uur | Ciprian Marica 31' Ciprian Marica 33' Daneil Cyrus 50' (e.d.) Ciprian Marica 81' |       |                | Arena Națională, Boekarest Toeschouwers: 10.128 Scheidsrechter: Milorad Mažić (SRB) |

|                                                                  |                   |       |                      |                                                                                 |
| 14 augustus Vriendschappelijk № 675 «onderlinge duels» 20:00 uur | Roemenië          | 1 – 1 | Slowakije            | Arena Națională, Boekarest Toeschouwers: 6.738 Scheidsrechter: Neil Doyle (IRL) |
| 14 augustus Vriendschappelijk № 675 «onderlinge duels» 20:00 uur | Bogdan Stancu 44' |       | 56' Stanislav Šesták | Arena Națională, Boekarest Toeschouwers: 6.738 Scheidsrechter: Neil Doyle (IRL) |

|                                                                        |                                                          |       |           |                                                                                       |
| 6 september WK-kwalificatie Groep D № 676 «onderlinge duels» 20:00 uur | Roemenië                                                 | 3 – 0 | Hongarije | Arena Națională, Boekarest Toeschouwers: 45.000 Scheidsrechter: Alberto Undiano (ESP) |
| 6 september WK-kwalificatie Groep D № 676 «onderlinge duels» 20:00 uur | Ciprian Marica 2' Mihai Pintilii 31' Cristian Tănase 88' |       |           | Arena Națională, Boekarest Toeschouwers: 45.000 Scheidsrechter: Alberto Undiano (ESP) |

|                                                                         |          |                                      |         |                                                                                         |
| 10 september WK-kwalificatie Groep D № 677 «onderlinge duels» 20:00 uur | Roemenië | 0 – 2                                | Turkije | Arena Națională, Boekarest Toeschouwers: 44.537 Scheidsrechter: Svein Oddvar Moen (NOR) |
| 10 september WK-kwalificatie Groep D № 677 «onderlinge duels» 20:00 uur |          | 22' Burak Yılmaz 90+5' Mevlüt Erdinç |         | Arena Națională, Boekarest Toeschouwers: 44.537 Scheidsrechter: Svein Oddvar Moen (NOR) |

|                                                                       |         |                                                                                |          | |
| 11 oktober WK-kwalificatie Groep D № 678 «onderlinge duels» 20:30 uur | Andorra | 0 – 4                                                                          | Roemenië | Estadi Comunal d'Andorra la Vella, Andorra la Vella Toeschouwers: 1.500 Scheidsrechter: Stephan Klossner (SUI) |
| 11 oktober WK-kwalificatie Groep D № 678 «onderlinge duels» 20:30 uur |         | 42' Claudiu Keșerü 54' Bogdan Stancu 62' (pen.) Gabriel Torje 85' Costin Lazăr |          | Estadi Comunal d'Andorra la Vella, Andorra la Vella Toeschouwers: 1.500 Scheidsrechter: Stephan Klossner (SUI) |

|                                                                       |                                              |       |         |                                                                                        |
| 15 oktober WK-kwalificatie Groep D № 679 «onderlinge duels» 20:00 uur | Roemenië                                     | 2 – 0 | Estland | Arena Națională, Boekarest Toeschouwers: 18.852 Scheidsrechter: Marijo Strahonja (CRO) |
| 15 oktober WK-kwalificatie Groep D № 679 «onderlinge duels» 20:00 uur | Ciprian Marica 30' (pen.) Ciprian Marica 81' |       |         | Arena Națională, Boekarest Toeschouwers: 18.852 Scheidsrechter: Marijo Strahonja (CRO) |

|                                                                          |                                                                    |       |                   |                                                                                               |
| 15 november WK-kwalificatie Play-offs № 680 «onderlinge duels» 20:45 uur | Griekenland                                                        | 3 – 1 | Roemenië          | Georgios Karaiskákisstadion, Piraeus Toeschouwers: 40.000 Scheidsrechter: Pedro Proença (POR) |
| 15 november WK-kwalificatie Play-offs № 680 «onderlinge duels» 20:45 uur | Kostas Mitroglou 14' Dimitrios Salpigidis 20' Kostas Mitroglou 66' |       | 19' Bogdan Stancu | Georgios Karaiskákisstadion, Piraeus Toeschouwers: 40.000 Scheidsrechter: Pedro Proença (POR) |

|                                                                          |                              |       |                      |                                                                                     |
| 19 november WK-kwalificatie Play-offs № 681 «onderlinge duels» 20:45 uur | Roemenië                     | 1 – 1 | Griekenland          | Arena Națională, Boekarest Toeschouwers: 53.174 Scheidsrechter: Milorad Mažić (SRB) |
| 19 november WK-kwalificatie Play-offs № 681 «onderlinge duels» 20:45 uur | Vasilis Torosidis 55' (e.d.) |       | 23' Kostas Mitroglou | Arena Națională, Boekarest Toeschouwers: 53.174 Scheidsrechter: Milorad Mažić (SRB) |

### 2014
|                                                              |          |       |            |                                                                                       |
| 5 maart Vriendschappelijk № 682 «onderlinge duels» 20:00 uur | Roemenië | 0 – 0 | Argentinië | Arena Națională, Boekarest Toeschouwers: 53.000 Scheidsrechter: Gianluca Rocchi (ITA) |
| 5 maart Vriendschappelijk № 682 «onderlinge duels» 20:00 uur |          |       |            | Arena Națională, Boekarest Toeschouwers: 53.000 Scheidsrechter: Gianluca Rocchi (ITA) |

|                                                             |         |                |          |                                                                                            |
| 31 mei Vriendschappelijk № 683 «onderlinge duels» 19:00 uur | Albanië | 0 – 1          | Roemenië | Stade Municipal, Yverdon-les-Bains Toeschouwers: 5.000 Scheidsrechter: Nikolaj Hänni (SUI) |
| 31 mei Vriendschappelijk № 683 «onderlinge duels» 19:00 uur |         | 82' Răzvan Raț |          | Stade Municipal, Yverdon-les-Bains Toeschouwers: 5.000 Scheidsrechter: Nikolaj Hänni (SUI) |

|                                                             |                                        |       |                       |                                                                                 |
| 4 juni Vriendschappelijk № 684 «onderlinge duels» 20:30 uur | Algerije                               | 2 – 1 | Roemenië              | Stade de Genève, Lancy Toeschouwers: 15.600 Scheidsrechter: Nikolaj Hänni (SUI) |
| 4 juni Vriendschappelijk № 684 «onderlinge duels» 20:30 uur | Nabil Bentaleb 22' El Arbi Soudani 66' |       | 28' Alexandru Chipciu | Stade de Genève, Lancy Toeschouwers: 15.600 Scheidsrechter: Nikolaj Hänni (SUI) |

|                                                                        |             |                           |          |                                                                                             |
| 7 september EK-kwalificatie Groep F № 685 «onderlinge duels» 20:45 uur | Griekenland | 0 – 1                     | Roemenië | Georgios Karaiskákisstadion, Piraeus Toeschouwers: 0 Scheidsrechter: Mark Clattenburg (ENG) |
| 7 september EK-kwalificatie Groep F № 685 «onderlinge duels» 20:45 uur |             | 10' (pen.) Ciprian Marica |          | Georgios Karaiskákisstadion, Piraeus Toeschouwers: 0 Scheidsrechter: Mark Clattenburg (ENG) |

|                                                                       |                  |       |                      |                                                                                      |
| 11 oktober EK-kwalificatie Groep F № 686 «onderlinge duels» 18:00 uur | Roemenië         | 1 – 1 | Hongarije            | Arena Națională, Boekarest Toeschouwers: 48.000 Scheidsrechter: William Collum (SCO) |
| 11 oktober EK-kwalificatie Groep F № 686 «onderlinge duels» 18:00 uur | Raul Rusescu 45' |       | 82' Balázs Dzsudzsák | Arena Națională, Boekarest Toeschouwers: 48.000 Scheidsrechter: William Collum (SCO) |

|                                                                       |         |                                     |          |                                                                                       |
| 14 oktober EK-kwalificatie Groep F № 687 «onderlinge duels» 18:00 uur | Finland | 0 – 2                               | Roemenië | Olympiastadion, Helsinki Toeschouwers: 19.408 Scheidsrechter: Paolo Tagliavento (ITA) |
| 14 oktober EK-kwalificatie Groep F № 687 «onderlinge duels» 18:00 uur |         | 54' Bogdan Stancu 83' Bogdan Stancu |          | Olympiastadion, Helsinki Toeschouwers: 19.408 Scheidsrechter: Paolo Tagliavento (ITA) |

|                                                                        |                             |       |               |                                                                                      |
| 14 november EK-kwalificatie Groep F № 688 «onderlinge duels» 20:45 uur | Roemenië                    | 2 – 0 | Noord-Ierland | Arena Națională, Boekarest Toeschouwers: 28.892 Scheidsrechter: Jonas Eriksson (SWE) |
| 14 november EK-kwalificatie Groep F № 688 «onderlinge duels» 20:45 uur | Paul Papp 74' Paul Papp 79' |       |               | Arena Națională, Boekarest Toeschouwers: 28.892 Scheidsrechter: Jonas Eriksson (SWE) |

|                                                                  |                                       |       |            |                                                                                     |
| 18 november Vriendschappelijk № 689 «onderlinge duels» 19:30 uur | Roemenië                              | 2 – 0 | Denemarken | Arena Națională, Boekarest Toeschouwers: 10.000 Scheidsrechter: Slavko Vinčić (SLO) |
| 18 november Vriendschappelijk № 689 «onderlinge duels» 19:30 uur | Claudiu Keșerü 53' Claudiu Keșerü 59' |       |            | Arena Națională, Boekarest Toeschouwers: 10.000 Scheidsrechter: Slavko Vinčić (SLO) |

### 2015
|                                                       |           |       |          |                                                              |
| 7 februari Vriendschappelijk № 690 «onderlinge duels» | Bulgarije | 0 – 0 | Roemenië | Mardanstadion, Aksu Scheidsrechter: Bartosz Frankowski (POL) |
| 7 februari Vriendschappelijk № 690 «onderlinge duels» |           |       |          | Mardanstadion, Aksu Scheidsrechter: Bartosz Frankowski (POL) |

|                                                        |                                    |       |                 |                                                          |
| 14 februari Vriendschappelijk № 691 «onderlinge duels» | Roemenië                           | 2 – 1 | Moldavië        | Mardanstadion, Aksu Scheidsrechter: Michail Vilkov (RUS) |
| 14 februari Vriendschappelijk № 691 «onderlinge duels» | Adrian Popa 21' Valentin Lazăr 86' |       | 9' Cătălin Carp | Mardanstadion, Aksu Scheidsrechter: Michail Vilkov (RUS) |

|                                                                     |                    |       |         |                                                                                         |
| 29 maart EK-kwalificatie Groep F № 692 «onderlinge duels» 18:00 uur | Roemenië           | 1 – 0 | Faeröer | Ilie Oanăstadion, Ploiești Toeschouwers: 14.000 Scheidsrechter: Artur Soares Dias (POR) |
| 29 maart EK-kwalificatie Groep F № 692 «onderlinge duels» 18:00 uur | Claudiu Keșerü 21' |       |         | Ilie Oanăstadion, Ploiești Toeschouwers: 14.000 Scheidsrechter: Artur Soares Dias (POR) |

|                                                                    |               |       |          |                                                                                          |
| 13 juni EK-kwalificatie Groep F № 693 «onderlinge duels» 20:45 uur | Noord-Ierland | 0 – 0 | Roemenië | Windsor Park, Belfast Toeschouwers: 10.000 Scheidsrechter: Carlos Velasco Carballo (ESP) |
| 13 juni EK-kwalificatie Groep F № 693 «onderlinge duels» 20:45 uur |               |       |          | Windsor Park, Belfast Toeschouwers: 10.000 Scheidsrechter: Carlos Velasco Carballo (ESP) |

|                                                                        |           |       |          |                                                                                  |
| 4 september EK-kwalificatie Groep F № 694 «onderlinge duels» 20:45 uur | Hongarije | 0 – 0 | Roemenië | Groupama Arena, Boedapest Toeschouwers: 22.060 Scheidsrechter: Felix Brych (GER) |
| 4 september EK-kwalificatie Groep F № 694 «onderlinge duels» 20:45 uur |           |       |          | Groupama Arena, Boedapest Toeschouwers: 22.060 Scheidsrechter: Felix Brych (GER) |

|                                                                        |          |       |             |                                                                                         |
| 7 september EK-kwalificatie Groep F № 695 «onderlinge duels» 20:45 uur | Roemenië | 0 – 0 | Griekenland | Arena Națională, Boekarest Toeschouwers: 38.000 Scheidsrechter: Aleksej Koelbakov (BLR) |
| 7 september EK-kwalificatie Groep F № 695 «onderlinge duels» 20:45 uur |          |       |             | Arena Națională, Boekarest Toeschouwers: 38.000 Scheidsrechter: Aleksej Koelbakov (BLR) |

|                                                                      |                    |       |                     |                                                                                     |
| 8 oktober EK-kwalificatie Groep F № 696 «onderlinge duels» 20:45 uur | Roemenië           | 1 – 1 | Finland             | Arena Națională, Boekarest Toeschouwers: 54.364 Scheidsrechter: Craig Thomson (SCO) |
| 8 oktober EK-kwalificatie Groep F № 696 «onderlinge duels» 20:45 uur | Ovidiu Hoban 90+2' |       | 66' Joel Pohjanpalo | Arena Națională, Boekarest Toeschouwers: 54.364 Scheidsrechter: Craig Thomson (SCO) |

|                                                                       |         |                                                                    |          |                                                                              |
| 11 oktober EK-kwalificatie Groep F № 697 «onderlinge duels» 18:00 uur | Faeröer | 0 – 3                                                              | Roemenië | Tórsvøllur, Tórshavn Toeschouwers: 2.500 Scheidsrechter: Ivan Kružliak (CRO) |
| 11 oktober EK-kwalificatie Groep F № 697 «onderlinge duels» 18:00 uur |         | 4' Constantin Budescu 45+1' Constantin Budescu 82' Alexandru Maxim |          | Tórsvøllur, Tórshavn Toeschouwers: 2.500 Scheidsrechter: Ivan Kružliak (CRO) |

|                                                                  |                                                    |       |                                    |                                                                                             |
| 17 november Vriendschappelijk № 698 «onderlinge duels» 20:45 uur | Italië                                             | 2 – 2 | Roemenië                           | Stadio Renato Dall'Ara, Bologna Toeschouwers: 22.511 Scheidsrechter: Adrien Jaccottet (SUI) |
| 17 november Vriendschappelijk № 698 «onderlinge duels» 20:45 uur | Claudio Marchisio 55' (pen.) Manolo Gabbiadini 65' |       | 8' Bogdan Stancu 89' Florin Andone | Stadio Renato Dall'Ara, Bologna Toeschouwers: 22.511 Scheidsrechter: Adrien Jaccottet (SUI) |

### 2016
|                                                               |                     |       |          |                                                                                                 |
| 23 maart Vriendschappelijk № 699 «onderlinge duels» 19:00 uur | Roemenië            | 1 – 0 | Litouwen | Stadionul Marin Anastasovici, Giurgiu Toeschouwers: 4.368 Scheidsrechter: David Fernández (ESP) |
| 23 maart Vriendschappelijk № 699 «onderlinge duels» 19:00 uur | Nicolae Stanciu 65' |       |          | Stadionul Marin Anastasovici, Giurgiu Toeschouwers: 4.368 Scheidsrechter: David Fernández (ESP) |

|                                                               |          |       |        |                                                                                 |
| 27 maart Vriendschappelijk № 700 «onderlinge duels» 20:45 uur | Roemenië | 0 – 0 | Spanje | Cluj Arena, Cluj-Napoca Toeschouwers: 28.000 Scheidsrechter: Ruddy Buquet (FRA) |
| 27 maart Vriendschappelijk № 700 «onderlinge duels» 20:45 uur |          |       |        | Cluj Arena, Cluj-Napoca Toeschouwers: 28.000 Scheidsrechter: Ruddy Buquet (FRA) |

|                                                             |                     |       |                   |                                                                                         |
| 25 mei Vriendschappelijk № 701 «onderlinge duels» 20:00 uur | Roemenië            | 1 – 1 | Congo-Kinshasa    | Stadio Giuseppe Sinigaglia, Como Toeschouwers: 1.500 Scheidsrechter: Paolo Valeri (ITA) |
| 25 mei Vriendschappelijk № 701 «onderlinge duels» 20:00 uur | Nicolae Stanciu 27' |       | 87' Jeremy Bokila | Stadio Giuseppe Sinigaglia, Como Toeschouwers: 1.500 Scheidsrechter: Paolo Valeri (ITA) |

|                                                             |                                                        |       |                                                                                          |                                                                                   |
| 29 mei Vriendschappelijk № 702 «onderlinge duels» 19:30 uur | Roemenië                                               | 3 – 4 | Oekraïne                                                                                 | Olympisch Stadion, Turijn Toeschouwers: 12.000 Scheidsrechter: Davide Massa (ITA) |
| 29 mei Vriendschappelijk № 702 «onderlinge duels» 19:30 uur | Gabriel Torje 23' Denis Alibec 74' Nicolae Stanciu 84' |       | 43' Roman Zozoelja 48' Oleksandr Zintsjenko 54' Jevhen Konopljanka 59' Andriy Yarmolenko | Olympisch Stadion, Turijn Toeschouwers: 12.000 Scheidsrechter: Davide Massa (ITA) |

|                                                             | |       |                        |                                                                                         |
| 3 juni Vriendschappelijk № 703 «onderlinge duels» 20:00 uur | Roemenië                                                                                                   | 5 – 1 | Georgië                | Arena Națională, Boekarest Toeschouwers: 27.934 Scheidsrechter: Artur Soares Dias (POR) |
| 3 juni Vriendschappelijk № 703 «onderlinge duels» 20:00 uur | Adrian Popa 2' Aleksandr Amisoelasjvili 3' (e.d.) Nicolae Stanciu 49' Gabriel Torje 80' Claudiu Keșerü 87' |       | 68' (e.d.) Cosmin Moți | Arena Națională, Boekarest Toeschouwers: 27.934 Scheidsrechter: Artur Soares Dias (POR) |

| EK 2016 |
| ------- |

|                                                            |                                      |       |                          |                                                                                       |
| 10 juni EK 2016 Groep A № 704 «onderlinge duels» 21:00 uur | Frankrijk                            | 2 – 1 | Roemenië                 | Stade de France, Saint-Denis Toeschouwers: 75.113 Scheidsrechter: Viktor Kassai (HUN) |
| 10 juni EK 2016 Groep A № 704 «onderlinge duels» 21:00 uur | Olivier Giroud 57' Dimitri Payet 89' |       | 65' (pen.) Bogdan Stancu | Stade de France, Saint-Denis Toeschouwers: 75.113 Scheidsrechter: Viktor Kassai (HUN) |

|                                                            |                          |       |                   |                                                                                     |
| 15 juni EK 2016 Groep A № 705 «onderlinge duels» 18:00 uur | Roemenië                 | 1 – 1 | Zwitserland       | Parc des Princes, Parijs Toeschouwers: 43.576 Scheidsrechter: Sergej Karasjov (RUS) |
| 15 juni EK 2016 Groep A № 705 «onderlinge duels» 18:00 uur | Bogdan Stancu 18' (pen.) |       | 57' Admir Mehmedi | Parc des Princes, Parijs Toeschouwers: 43.576 Scheidsrechter: Sergej Karasjov (RUS) |

|                                                            |          |                    |         |                                                                                    |
| 19 juni EK 2016 Groep A № 706 «onderlinge duels» 21:00 uur | Roemenië | 0 – 1              | Albanië | Stade des Lumières, Lyon Toeschouwers: 49.752 Scheidsrechter: Pavel Královec (CZE) |
| 19 juni EK 2016 Groep A № 706 «onderlinge duels» 21:00 uur |          | 43' Armando Sadiku |         | Stade des Lumières, Lyon Toeschouwers: 49.752 Scheidsrechter: Pavel Královec (CZE) |

|  |  |  |  |  |  |  |  |  |

|                                                                        |                 |       |                    |                                                                                   |
| 4 september WK-kwalificatie Groep E № 707 «onderlinge duels» 20:45 uur | Roemenië        | 1 – 1 | Montenegro         | Cluj Arena, Cluj-Napoca Toeschouwers: 25.468 Scheidsrechter: Anthony Taylor (ENG) |
| 4 september WK-kwalificatie Groep E № 707 «onderlinge duels» 20:45 uur | Adrian Popa 85' |       | 87' Stevan Jovetić | Cluj Arena, Cluj-Napoca Toeschouwers: 25.468 Scheidsrechter: Anthony Taylor (ENG) |

|                                                                      |         | |          | |
| 8 oktober WK-kwalificatie Groep E № 708 «onderlinge duels» 18:00 uur | Armenië | 0 – 5                                                                                              | Roemenië | Republikeins Stadion Vazgen Sargsian, Jerevan Toeschouwers: 6.000 Scheidsrechter: Vladislav Bezborodov (RUS) |
| 8 oktober WK-kwalificatie Groep E № 708 «onderlinge duels» 18:00 uur |         | 4' (pen.) Bogdan Stancu 10' Adrian Popa 11' Răzvan Marin 29' Nicolae Stanciu 59' Alexandru Chipciu |          | Republikeins Stadion Vazgen Sargsian, Jerevan Toeschouwers: 6.000 Scheidsrechter: Vladislav Bezborodov (RUS) |

|                                                                       |            |       |          |                                                                                 |
| 11 oktober WK-kwalificatie Groep E № 709 «onderlinge duels» 18:00 uur | Kazachstan | 0 – 0 | Roemenië | Astana Arena, Astana Toeschouwers: 12.300 Scheidsrechter: Manuel de Sousa (POR) |
| 11 oktober WK-kwalificatie Groep E № 709 «onderlinge duels» 18:00 uur |            |       |          | Astana Arena, Astana Toeschouwers: 12.300 Scheidsrechter: Manuel de Sousa (POR) |

|                                                                        |          |                                                                           |       |                                                                                     |
| 11 november WK-kwalificatie Groep E № 710 «onderlinge duels» 20:45 uur | Roemenië | 0 – 3                                                                     | Polen | Arena Națională, Boekarest Toeschouwers: 48.531 Scheidsrechter: Damir Skomina (SLO) |
| 11 november WK-kwalificatie Groep E № 710 «onderlinge duels» 20:45 uur |          | 11' Kamil Grosicki 82' Robert Lewandowski 90+1' (pen.) Robert Lewandowski |       | Arena Națională, Boekarest Toeschouwers: 48.531 Scheidsrechter: Damir Skomina (SLO) |

|                                                                  |                       |       |          |                                                                                   |
| 15 november Vriendschappelijk № 711 «onderlinge duels» 18:00 uur | Rusland               | 1 – 0 | Roemenië | Achmat Arena, Grozny Toeschouwers: 30.000 Scheidsrechter: Aleksej Koelbakov (BLR) |
| 15 november Vriendschappelijk № 711 «onderlinge duels» 18:00 uur | Magomed Ozdojev 90+3' |       |          | Achmat Arena, Grozny Toeschouwers: 30.000 Scheidsrechter: Aleksej Koelbakov (BLR) |

### 2017
|                                                                     |          |       |            |                                                                                    |
| 26 maart WK-kwalificatie Groep E № 712 «onderlinge duels» 20:45 uur | Roemenië | 0 – 0 | Denemarken | Cluj Arena, Cluj-Napoca Toeschouwers: 26.895 Scheidsrechter: Martin Atkinson (ENG) |
| 26 maart WK-kwalificatie Groep E № 712 «onderlinge duels» 20:45 uur |          |       |            | Cluj Arena, Cluj-Napoca Toeschouwers: 26.895 Scheidsrechter: Martin Atkinson (ENG) |

|                                                                    |                                                                                    |       |                   |                                                                                     |
| 10 juni WK-kwalificatie Groep E № 713 «onderlinge duels» 20:45 uur | Polen                                                                              | 3 – 1 | Roemenië          | Nationaal Stadion, Warschau Toeschouwers: 57.128 Scheidsrechter: Ruddy Buquet (FRA) |
| 10 juni WK-kwalificatie Groep E № 713 «onderlinge duels» 20:45 uur | Robert Lewandowski 29' (pen.) Robert Lewandowski 57' Robert Lewandowski 62' (pen.) |       | 77' Bogdan Stancu | Nationaal Stadion, Warschau Toeschouwers: 57.128 Scheidsrechter: Ruddy Buquet (FRA) |

|                                                              |                                                            |       |                                         |                                                                               |
| 13 juni Vriendschappelijk № 714 «onderlinge duels» 20:00 uur | Roemenië                                                   | 3 – 2 | Chili                                   | Cluj Arena, Cluj-Napoca Toeschouwers: 9.000 Scheidsrechter: Bas Nijhuis (NED) |
| 13 juni Vriendschappelijk № 714 «onderlinge duels» 20:00 uur | Bogdan Stancu 31' Nicolae Stanciu 60' Alexandru Băluţă 83' |       | 8' Eduardo Vargas 18' Leonardo Valencia | Cluj Arena, Cluj-Napoca Toeschouwers: 9.000 Scheidsrechter: Bas Nijhuis (NED) |

|                                                                        |                       |       |         |                                                                                  |
| 1 september WK-kwalificatie Groep E № 715 «onderlinge duels» 20:45 uur | Roemenië              | 1 – 0 | Armenië | Arena Națională, Boekarest Toeschouwers: 27.178 Scheidsrechter: Ivan Bebek (CRO) |
| 1 september WK-kwalificatie Groep E № 715 «onderlinge duels» 20:45 uur | Alexandru Maxim 90+1' |       |         | Arena Națională, Boekarest Toeschouwers: 27.178 Scheidsrechter: Ivan Bebek (CRO) |

|                                                                        |                    |       |          |                                                                                       |
| 5 september WK-kwalificatie Groep E № 716 «onderlinge duels» 20:45 uur | Montenegro         | 1 – 0 | Roemenië | Pod Goricomstadion, Podgorica Toeschouwers: 9.152 Scheidsrechter: Craig Thomson (SCO) |
| 5 september WK-kwalificatie Groep E № 716 «onderlinge duels» 20:45 uur | Stevan Jovetić 75' |       |          | Pod Goricomstadion, Podgorica Toeschouwers: 9.152 Scheidsrechter: Craig Thomson (SCO) |

|                                                                      |                                                                         |       |                        |                                                                                      |
| 5 oktober WK-kwalificatie Groep E № 717 «onderlinge duels» 20:45 uur | Roemenië                                                                | 3 – 1 | Kazachstan             | Ilie Oanăstadion, Ploiești Toeschouwers: 11.000 Scheidsrechter: Sandro Schärer (SUI) |
| 5 oktober WK-kwalificatie Groep E № 717 «onderlinge duels» 20:45 uur | Constantin Budescu 33' Constantin Budescu 38' (pen.) Claudiu Keșerü 73' |       | 82' Bayurzhan Turysbek | Ilie Oanăstadion, Ploiești Toeschouwers: 11.000 Scheidsrechter: Sandro Schärer (SUI) |

|                                                                      |                              |       |                  |                                                                             |
| 8 oktober WK-kwalificatie Groep E № 718 «onderlinge duels» 18:00 uur | Denemarken                   | 1 – 1 | Roemenië         | Parken, Kopenhagen Toeschouwers: 36.084 Scheidsrechter: Deniz Aytekin (GER) |
| 8 oktober WK-kwalificatie Groep E № 718 «onderlinge duels» 18:00 uur | Christian Eriksen 59' (pen.) |       | 88' Ciprian Deac | Parken, Kopenhagen Toeschouwers: 36.084 Scheidsrechter: Deniz Aytekin (GER) |

|                                                                 |                                         |       |         | |
| 9 november Vriendschappelijk № 719 «onderlinge duels» 19:15 uur | Roemenië                                | 2 – 0 | Turkije | Dr.-Constantin-Rădulescustadion, Cluj-Napoca Toeschouwers: 16.000 Scheidsrechter: Tiago Martins (POR) |
| 9 november Vriendschappelijk № 719 «onderlinge duels» 19:15 uur | Gheorghe Grozav 42' Gheorghe Grozav 69' |       |         | Dr.-Constantin-Rădulescustadion, Cluj-Napoca Toeschouwers: 16.000 Scheidsrechter: Tiago Martins (POR) |

|                                                                  |          |                                                   |           |                                                                                           |
| 14 november Vriendschappelijk № 720 «onderlinge duels» 20:00 uur | Roemenië | 0 – 3                                             | Nederland | Arena Națională, Boekarest Toeschouwers: 26.000 Scheidsrechter: Christos Nicolaides (CYP) |
| 14 november Vriendschappelijk № 720 «onderlinge duels» 20:00 uur |          | 47' Memphis Depay 56' Ryan Babel 81' Luuk de Jong |           | Arena Națională, Boekarest Toeschouwers: 26.000 Scheidsrechter: Christos Nicolaides (CYP) |

### 2018
|                                                               |                 |       |                                         |                                                                                    |
| 24 maart Vriendschappelijk № 721 «onderlinge duels» 20:00 uur | Israël          | 1 – 2 | Roemenië                                | Netanjastadion, Netanja Toeschouwers: 7.925 Scheidsrechter: Demetrios Masias (CYP) |
| 24 maart Vriendschappelijk № 721 «onderlinge duels» 20:00 uur | Tomer Hemed 60' |       | 64' Nicolae Stanciu 82' George Țucudean | Netanjastadion, Netanja Toeschouwers: 7.925 Scheidsrechter: Demetrios Masias (CYP) |

|                                                               |                   |       |        |                                                                                           |
| 27 maart Vriendschappelijk № 722 «onderlinge duels» 20:30 uur | Roemenië          | 1 – 0 | Zweden | Ion Oblemencostadion, Craiova Toeschouwers: 20.000 Scheidsrechter: Roi Reinshreiber (ISR) |
| 27 maart Vriendschappelijk № 722 «onderlinge duels» 20:30 uur | Dorin Rotariu 57' |       |        | Ion Oblemencostadion, Craiova Toeschouwers: 20.000 Scheidsrechter: Roi Reinshreiber (ISR) |

|                                                             |                                         |       |                                                             |                                                                                              |
| 31 mei Vriendschappelijk № 723 «onderlinge duels» 20:30 uur | Chili                                   | 2 – 3 | Roemenië                                                    | Sportzentrum Graz-Weinzödl, Graz Toeschouwers: 2.500 Scheidsrechter: Christopher Jäger (AUT) |
| 31 mei Vriendschappelijk № 723 «onderlinge duels» 20:30 uur | Guillermo Maripán 32' Lorenzo Reyes 52' |       | 13' Nicolae Stanciu 66' Ciprian Deac 84' Constantin Budescu | Sportzentrum Graz-Weinzödl, Graz Toeschouwers: 2.500 Scheidsrechter: Christopher Jäger (AUT) |

|                                                             |                                     |       |         |                                                                                     |
| 5 juni Vriendschappelijk № 724 «onderlinge duels» 19:30 uur | Roemenië                            | 2 – 0 | Finland | Ilie Oanăstadion, Ploiești Toeschouwers: 13.312 Scheidsrechter: Robert Harvey (IRL) |
| 5 juni Vriendschappelijk № 724 «onderlinge duels» 19:30 uur | Cristian Manea 37' Ciprian Deac 61' |       |         | Ilie Oanăstadion, Ploiești Toeschouwers: 13.312 Scheidsrechter: Robert Harvey (IRL) |

|                                                                             |          |       |            |                                                                                |
| 7 september UEFA Nations League Groep C4 № 725 «onderlinge duels» 20:45 uur | Roemenië | 0 – 0 | Montenegro | Ilie Oanăstadion, Ploiești Toeschouwers: 0 Scheidsrechter: Ivan Kružliak (SVK) |
| 7 september UEFA Nations League Groep C4 № 725 «onderlinge duels» 20:45 uur |          |       |            | Ilie Oanăstadion, Ploiești Toeschouwers: 0 Scheidsrechter: Ivan Kružliak (SVK) |

|                                                                              |                                                 |       |                                         |                                                                                            |
| 10 september UEFA Nations League Groep C4 № 726 «onderlinge duels» 20:45 uur | Servië                                          | 2 – 2 | Roemenië                                | Rode Sterstadion, Belgrado Toeschouwers: 15.496 Scheidsrechter: Vladislav Bezborodov (RUS) |
| 10 september UEFA Nations League Groep C4 № 726 «onderlinge duels» 20:45 uur | Aleksandar Mitrović 26' Aleksandar Mitrović 63' |       | 48' Nicolae Stanciu 68' George Țucudean | Rode Sterstadion, Belgrado Toeschouwers: 15.496 Scheidsrechter: Vladislav Bezborodov (RUS) |

|                                                                            |                   |       |                                             |                                                                                  |
| 11 oktober UEFA Nations League Groep C4 № 727 «onderlinge duels» 20:45 uur | Litouwen          | 1 – 2 | Roemenië                                    | LFF-stadion, Vilnius Toeschouwers: 2.279 Scheidsrechter: François Letexier (FRA) |
| 11 oktober UEFA Nations League Groep C4 № 727 «onderlinge duels» 20:45 uur | Artūras Žulpa 90' |       | 13' Alexandru Chipciu 90+4' Alexandru Maxim | LFF-stadion, Vilnius Toeschouwers: 2.279 Scheidsrechter: François Letexier (FRA) |

|                                                                            |          |       |        |                                                                                  |
| 14 oktober UEFA Nations League Groep C4 № 728 «onderlinge duels» 20:45 uur | Roemenië | 0 – 0 | Servië | Arena Națională, Boekarest Toeschouwers: 48.513 Scheidsrechter: Kevin Blom (NED) |
| 14 oktober UEFA Nations League Groep C4 № 728 «onderlinge duels» 20:45 uur |          |       |        | Arena Națională, Boekarest Toeschouwers: 48.513 Scheidsrechter: Kevin Blom (NED) |

|                                                                             |                                                         |       |          |                                                                               |
| 17 november UEFA Nations League Groep C4 № 729 «onderlinge duels» 20:45 uur | Roemenië                                                | 3 – 0 | Litouwen | Ilie Oanăstadion, Ploiești Toeschouwers: 34 Scheidsrechter: Marco Guida (ITA) |
| 17 november UEFA Nations League Groep C4 № 729 «onderlinge duels» 20:45 uur | George Pușcaș 7' Claudiu Keșerü 47' Nicolae Stanciu 65' |       |          | Ilie Oanăstadion, Ploiești Toeschouwers: 34 Scheidsrechter: Marco Guida (ITA) |

|                                                                             |            |                     |          |                                                                                      |
| 20 november UEFA Nations League Groep C4 № 730 «onderlinge duels» 20:45 uur | Montenegro | 0 – 1               | Roemenië | Pod Goricomstadion, Podgorica Toeschouwers: 3.574 Scheidsrechter: Felix Zwayer (GER) |
| 20 november UEFA Nations League Groep C4 № 730 «onderlinge duels» 20:45 uur |            | 44' George Țucudean |          | Pod Goricomstadion, Podgorica Toeschouwers: 3.574 Scheidsrechter: Felix Zwayer (GER) |

### 2019
|                                                                     |                                       |       |                    |                                                                                |
| 23 maart EK-kwalificatie Groep F № 731 «onderlinge duels» 18:00 uur | Zweden                                | 2 – 1 | Roemenië           | Friends Arena, Solna Toeschouwers: 30.115 Scheidsrechter: Michael Oliver (ENG) |
| 23 maart EK-kwalificatie Groep F № 731 «onderlinge duels» 18:00 uur | Robin Quaison 33' Viktor Claesson 40' |       | 58' Claudiu Keșerü | Friends Arena, Solna Toeschouwers: 30.115 Scheidsrechter: Michael Oliver (ENG) |

|                                                                     |                                                                          |       |                         | |
| 26 maart EK-kwalificatie Groep F № 732 «onderlinge duels» 20:45 uur | Roemenië                                                                 | 4 – 1 | Faeröer                 | Dr.-Constantin-Rădulescustadion, Cluj-Napoca Toeschouwers: 10.502 Scheidsrechter: Halil Umut Meler (TUR) |
| 26 maart EK-kwalificatie Groep F № 732 «onderlinge duels» 20:45 uur | Ciprian Deac 26' Claudiu Keșerü 29' Claudiu Keșerü 33' George Pușcaș 63' |       | 40' Vilijormur Davidsen | Dr.-Constantin-Rădulescustadion, Cluj-Napoca Toeschouwers: 10.502 Scheidsrechter: Halil Umut Meler (TUR) |

|                                                                   |                                           |       |                                         |                                                                                  |
| 7 juni EK-kwalificatie Groep F № 733 «onderlinge duels» 20:45 uur | Noorwegen                                 | 2 – 2 | Roemenië                                | Ullevaalstadion, Oslo Toeschouwers: 17.664 Scheidsrechter: Sergej Karasjov (RUS) |
| 7 juni EK-kwalificatie Groep F № 733 «onderlinge duels» 20:45 uur | Tarik Elyounoussi 56' Martin Ødegaard 70' |       | 77' Claudiu Keșerü 90+2' Claudiu Keșerü | Ullevaalstadion, Oslo Toeschouwers: 17.664 Scheidsrechter: Sergej Karasjov (RUS) |

|                                                                    |       |                                                                           |          |                                                                                   |
| 10 juni EK-kwalificatie Groep F № 734 «onderlinge duels» 20:45 uur | Malta | 0 – 4                                                                     | Roemenië | Ta' Qalistadion, Ta' Qali Toeschouwers: 6.471 Scheidsrechter: Dennis Higler (NED) |
| 10 juni EK-kwalificatie Groep F № 734 «onderlinge duels» 20:45 uur |       | 7' George Pușcaș 29' George Pușcaș 34' Alexandru Chipciu 90+1' Dennis Man |          | Ta' Qalistadion, Ta' Qali Toeschouwers: 6.471 Scheidsrechter: Dennis Higler (NED) |

|                                                                        |                   |       |                                          |                                                                                     |
| 5 september EK-kwalificatie Groep F № 735 «onderlinge duels» 20:45 uur | Roemenië          | 1 – 2 | Spanje                                   | Arena Națională, Boekarest Toeschouwers: 50.024 Scheidsrechter: Deniz Aytekin (GER) |
| 5 september EK-kwalificatie Groep F № 735 «onderlinge duels» 20:45 uur | Florin Andone 59' |       | 29' (pen.) Sergio Ramos 47' Paco Alcácer | Arena Națională, Boekarest Toeschouwers: 50.024 Scheidsrechter: Deniz Aytekin (GER) |

|                                                                        |                   |       |       |                                                                                    |
| 8 september EK-kwalificatie Groep F № 736 «onderlinge duels» 18:00 uur | Roemenië          | 1 – 0 | Malta | Ilie Oanăstadion, Ploieşti Toeschouwers: 13.376 Scheidsrechter: Duje Strukan (CRO) |
| 8 september EK-kwalificatie Groep F № 736 «onderlinge duels» 18:00 uur | George Pușcaș 47' |       |       | Ilie Oanăstadion, Ploieşti Toeschouwers: 13.376 Scheidsrechter: Duje Strukan (CRO) |

|                                                                       |         |                                                              |          |                                                                              |
| 12 oktober EK-kwalificatie Groep F № 737 «onderlinge duels» 18:00 uur | Faeröer | 0 – 3                                                        | Roemenië | Tórsvøllur, Tórshavn Toeschouwers: 2.381 Scheidsrechter: Aliyar Ağayev (AZE) |
| 12 oktober EK-kwalificatie Groep F № 737 «onderlinge duels» 18:00 uur |         | 74' George Pușcaș 83' Alexandru Mitriță 90+4' Claudiu Keșerü |          | Tórsvøllur, Tórshavn Toeschouwers: 2.381 Scheidsrechter: Aliyar Ağayev (AZE) |

|                                                                       |                       |       |                         |                                                                                     |
| 15 oktober EK-kwalificatie Groep F № 738 «onderlinge duels» 20:45 uur | Roemenië              | 1 – 1 | Noorwegen               | Arena Națională, Boekarest Toeschouwers: 29.854 Scheidsrechter: Robert Madden (SCO) |
| 15 oktober EK-kwalificatie Groep F № 738 «onderlinge duels» 20:45 uur | Alexandru Mitriță 62' |       | 90+2' Alexander Sørloth | Arena Națională, Boekarest Toeschouwers: 29.854 Scheidsrechter: Robert Madden (SCO) |

|                                                                        |          |                                   |        |                                                                                      |
| 15 november EK-kwalificatie Groep F № 739 «onderlinge duels» 20:45 uur | Roemenië | 0 – 2                             | Zweden | Arena Națională, Boekarest Toeschouwers: 49.678 Scheidsrechter: Daniele Orsato (ITA) |
| 15 november EK-kwalificatie Groep F № 739 «onderlinge duels» 20:45 uur |          | 18' Marcus Berg 34' Robin Quaison |        | Arena Națională, Boekarest Toeschouwers: 49.678 Scheidsrechter: Daniele Orsato (ITA) |

|                                                                        |                                                                                                  |       |          |                                                                                                  |
| 18 november EK-kwalificatie Groep F № 740 «onderlinge duels» 20:45 uur | Spanje                                                                                           | 5 – 0 | Roemenië | Estadio Wanda Metropolitano, Madrid Toeschouwers: 35.198 Scheidsrechter: Aleksej Koelbakov (BLR) |
| 18 november EK-kwalificatie Groep F № 740 «onderlinge duels» 20:45 uur | Fabián Ruiz 8' Gerard Moreno 33' Gerard Moreno 43' Adrián Rus 45+1' (e.d.) Mikel Oyarzabal 90+2' |       |          | Estadio Wanda Metropolitano, Madrid Toeschouwers: 35.198 Scheidsrechter: Aleksej Koelbakov (BLR) |

FRF · A-internationals · Selecties · Bondscoaches · Statistieken · Roemeens vrouwenelftal · Olympisch elftal · Roemenië U21 · Roemenië U20 · Roemenië U19 · Roemenië U18 · Roemenië U17 · Roemenië U16
1922 – 1929 · 
1930 – 1939 · 
1940 – 1949 · 
1950 – 1959 · 
1960 – 1969 · 
1970 – 1979 · 
1980 – 1989 · 
1990 – 1999 · 
2000 – 2009 · 
2010 – 2019 · 
2020 – 2029
EK's: 1984 · 
1996 · 
2000 · 
2008 · 
2016 · 
2024
WK's: 1930 · 
1934 · 
1938 · 
1970 · 
1990 · 
1994 · 
1998
OS: 1924 · 
1952 · 
1964 · 
2020
1922 · 
1923 · 
1924 · 
1925 · 
1926 · 
1927 · 
1928 · 
1929 · 
1930 · 
1931 · 
1932 · 
1933 · 
1934 · 
1935 · 
1936 · 
1937 · 
1938 · 
1939 · 
1940 · 
1941 · 
1942 · 
1943 · 
1944 · 
1945 · 
1946 · 
1947 · 
1948 · 
1949 · 
1950 · 
1952 · 
1952 · 
1953 · 
1954 · 
1955 · 
1956 · 
1957 · 
1958 · 
1959 · 
1960 · 
1961 · 
1962 · 
1963 · 
1964 · 
1965 · 
1966 · 
1967 · 
1968 · 
1969 · 
1970 · 
1971 · 
1972 · 
1973 · 
1974 · 
1975 · 
1976 · 
1977 · 
1978 · 
1979 · 
1980 · 
1981 · 
1982 · 
1983 · 
1984 · 
1985 · 
1986 · 
1987 · 
1988 · 
1989 · 
1990 · 
1991 · 
1992 · 
1993 · 
1994 · 
1995 · 
1996 · 
1997 · 
1998 · 
1999 · 
2000 · 
2001 · 
2002 · 
2003 · 
2004 · 
2005 · 
2006 · 
2007 · 
2008 · 
2009 · 
2010 · 
2011 · 
2012 · 
2013 · 
2014 · 
2015 ·
2016 ·
2017 ·
2018 ·
2019 ·
2020 ·
2021 ·
2022 ·
2023
Albanië ·
Algerije ·
Andorra ·
Argentinië ·
Armenië ·
Australië ·
Azerbeidzjan ·
België ·
Bolivia ·
Bosnië en Herzegovina ·
Brazilië ·
Bulgarije ·
Chili ·
China ·
Colombia ·
Congo-Kinshasa ·
Cuba ·
Cyprus ·
DDR ·
Denemarken ·
Duitsland ·
Ecuador ·
Egypte ·
Engeland ·
Estland ·
Faeröer ·
Finland ·
Frankrijk ·
Georgië ·
Griekenland ·
Honduras ·
Hongarije ·
Ierland ·
IJsland ·
Irak ·
Iran ·
Israël ·
Italië ·
Ivoorkust ·
Japan ·
Joegoslavië ·
Kameroen ·
Kazachstan · 
Kosovo · 
Kroatië ·
Letland ·
Liechtenstein ·
Litouwen ·
Luxemburg ·
Malta ·
Marokko ·
Mexico ·
Moldavië ·
Montenegro ·
Nederland ·
Nigeria ·
Noord-Ierland ·
Noord-Macedonië ·
Noorwegen ·
Oekraïne ·
Oostenrijk ·
Paraguay ·
Peru ·
Polen ·
Portugal ·
Rusland ·
San Marino ·
Schotland ·
Servië ·
Slovenië ·
Slowakije ·
Sovjet-Unie ·
Spanje ·
Trinidad en Tobago ·
Tsjechië ·
Tsjecho-Slowakije ·
Tunesië ·
Turkije ·
Turkmenistan ·
Uruguay ·
Verenigde Arabische Emiraten ·
Verenigde Staten ·
Wales ·
Wit-Rusland ·
Zuid-Korea ·
Zweden ·
Zwitserland
Albanië (2016) · 
Frankrijk (2008) · 
Frankrijk (2016) · 
Italië (2008) · 
Nederland (2008) · 
Zwitserland (2016)
AFC-zone: Afghanistan · Australië · Bahrein · Bangladesh · Bhutan · Brunei · Cambodja · China · Chinees Taipei · Filipijnen · Guam · Hongkong · India · Indonesië · Iran · Irak · Japan · Jemen · Jordanië · Koeweit · Kirgizië · Laos · Libanon · Macau · Maleisië · Maldiven · Mongolië · Myanmar · Nepal · Noord-Korea · Oezbekistan · Oman · Oost-Timor · Pakistan · Palestina · Qatar · Saoedi-Arabië · Singapore · Sri Lanka · Syrië · Tadjikistan · Thailand · Turkmenistan · Verenigde Arabische Emiraten · Vietnam · Zuid-Korea

CAF-zone: Algerije · Angola · Benin · Botswana · Burkina Faso · Burundi · Centraal-Afrikaanse Republiek · Comoren · Congo-Brazzaville · Congo-Kinshasa · Djibouti · Egypte · Equatoriaal-Guinea · Eritrea · Ethiopië · Gabon · Gambia · Ghana · Guinee · Guinee-Bissau · Ivoorkust · Kaapverdië · Kameroen · Kenia · Lesotho · Liberia · Libië · Madagaskar · Malawi · Mali · Mauritanië · Mauritius · Marokko · Mozambique · Namibië · Niger · Nigeria · Oeganda · Rwanda · Sao Tomé en Principe · Senegal · Seychellen · Sierra Leone · Soedan · Somalië · Swaziland · Tanzania · Togo · Tsjaad · Tunesië · Zambia · Zimbabwe · Zuid-Afrika · Zuid-Soedan 

CONCACAF-zone: Amerikaanse Maagdeneilanden · Anguilla · Antigua en Barbuda · Aruba · Bahama's · Barbados · Belize · Bermuda · Britse Maagdeneilanden · Canada · Kaaimaneilanden · Costa Rica · Cuba · Curaçao · Dominica · Dominicaanse Republiek · El Salvador · Frans Guyana · Grenada · Guadeloupe · Guatemala · Guyana · Haïti · Honduras · Jamaica · Martinique · Mexico · Montserrat · 
Nicaragua · Panama · Puerto Rico · Saint Kitts en Nevis · Saint Lucia · Saint Vincent en de Grenadines · Sint Maarten · Suriname · Trinidad en Tobago · Turks- en Caicoseilanden · Verenigde Staten

CONMEBOL-zone: Argentinië · Bolivia · Brazilië · Chili · Colombia · Ecuador · Paraguay · Peru · Uruguay · Venezuela

OFC-zone: Amerikaans-Samoa · Cookeilanden · Fiji · Nieuw-Caledonië · Nieuw-Zeeland · Papoea-Nieuw-Guinea · Samoa · Salomoneilanden · Tahiti · Tonga · Vanuatu

UEFA-zone: Albanië · Andorra · Armenië · Azerbeidzjan · België · Bosnië en Herzegovina · Bulgarije · Cyprus · Denemarken · Duitsland · Engeland · Estland · Faeröer · Finland · Frankrijk · Georgië · Gibraltar · Griekenland · Hongarije · IJsland · Ierland · Israël · Italië · Kazachstan · Kosovo · Kroatië · Letland · Liechtenstein · Litouwen · Luxemburg · Macedonië · Malta · Moldavië · Montenegro · Nederland · Noord-Ierland · Noorwegen · Oekraïne · Oostenrijk · Polen · Portugal · Roemenië · Rusland · San Marino · Schotland · Servië · Slovenië · Slowakije · Spanje · Tsjechië · Turkije · Wales · Wit-Rusland · Zweden · Zwitserland